# 悠玄亭玉介
悠玄亭 玉介（ゆうげんてい たますけ、1907年〈明治40年〉5月11日 - 1994年〈平成6年〉5月4日）は、大正、昭和、平成をまたにかけて活躍した幇間芸人である。東京演芸協会の理事を務める。本名∶直井 厳。

## 生涯
東京浅草三筋町の生まれ、酒屋の倅で芸事が好きで父が歌舞伎などの芸事が好きでよく町内会の集まりなどで2人で歌舞伎の声色の掛け合いや物まねを披露していた、また父はお酒の配達でもお酒を持ちながら飛び六方を踏むなど落語を地で行く人であった。後に家業を継がず流しで三好家松好を名乗り歌舞伎の声色をしていた。1927年に落語家桂小文治の門に入り「小祐」を名乗り初舞台。1929年5代目三升家小勝の門に転じ「勝好」と名乗り二つ目で歌舞伎の声色を売り物にしていた。
1935年ごろ幇間に転じ、桜川玉七の門で「玉介」を名乗る。戦後は悠玄亭玉介の名でテレビやラジオなどで活躍し、日本の数少ない幇間の第一人者となった。1980年に寿プロダクション設立。晩年は悠玄亭玉介社中（一門、一座）を設立し弟子の育成に力を注いだが、1994年5月肝硬変により死去した。86歳没。
贔屓の旦那に不快な印象を与えないため身なりには非常に神経質で、毎日のように床屋へ行き髭を剃って貰っていた。西銀座に料亭｢悠玄｣という名の料亭を営んでいた。
現在、幇間は非常に少なく、悠玄亭玉介は「最後の幇間」、「最後のたいこもち」と呼ばれている。
十八番は「たいこ屏風」や、「どうぞ叶えて」などの踊り、他多数。著書に『たいこもち玉介一代』、ビデオには「お座敷あそび」がある。

## 弟子
- 悠玄亭玉
- 悠玄亭寿介
- 悠玄亭玉八
- 悠玄亭千代介（櫻川寶の入舟）
- 櫻川米七

## 主な得意な声色
- 初代中村吉右衛門
- 8代目市川團蔵

他多くの俳優・演目を演じた。

## テレビ番組
- 話の泉
- とんち教室
- ザ・ベストテン(1985年3月21日(木)）-近藤真彦の曲「ヨイショッ!」をよいしょするために登場。日本一の太鼓持ちと紹介される。

他多数

## テレビドラマ
- ビゴーを知っていますか（1982年10月9日、NHK） - 六八

## 著作
- 『たいこもち玉介一代』草思社 1986
- 『たいこもち玉介のしっぽり濡れ話』ポケットブック社、1991
- 『幇間の遺言』小田豊二聞き書き、集英社 1995　のち文庫